# Pușcași (okręg Vaslui)
Pușcași – wieś w Rumunii, w okręgu Vaslui, w gminie Pușcași. W 2011 roku liczyła 2312 mieszkańców.